# Marguerite-Joséphine Weimer
Marguerite-Joséphine Weimer, detta Mademoiselle George (Bayeux, 23 febbraio 1787 – Passy, 12 gennaio 1867), è stata un'attrice teatrale francese e una delle amanti di Napoleone Bonaparte.
Era figlia di Georges Weimer e di Marie Verteuil, il padre era direttore teatrale e la madre attrice e soubrette di talento. Ella prese come nome d'arte quello di battesimo del padre, cui era affezionatissima.

## Biografia
Trasferitasi giovanissima ad Amiens, del cui teatro fu direttore il padre, debuttò nel dramma e nella commedia sotto la direzione paterna.
Dall'età di cinque anni ricoprì i ruoli infantili in Les Deux Chasseurs et la Laitière di Louis Anseaume, musica di Egidio Romualdo Duni, Paul et Virginie, Les Deux Petits Savoyards di Benedetto-Giuseppe Marsollier des Vivetières, Le Jugement de Pâris. La celebre cantante Madame Dugazon, in tournée ad Amiens, le insegnò il ruolo di «Adolphe» in Camille ou le Souterrain del des Vivetières.
Nel 1801, qualche anno dopo l'incontro con Madame Dugazon, la celebre Mademoiselle Raucourt, incaricata di reclutare per la Comédie-Française un'allieva alla quale il governo avrebbe assegnato 1.200 franchi di pensione se fosse stata considerata meritevole di ricevere lezioni sulla tragedia, si trovava a passare da Amiens ove M.lle George, allora quattordicenne ma con l'aspetto di una diciottenne, la fece assistere alla replica della sua recita in Didone ed in Fedra di Racine. La George si calò così bene nei ruoli di Elisa e di Aride, che la Rancourt, entusiasta, ottenne dal padre, cui fece conoscere l'offerta ministeriale, l'autorizzazione a portarla a Parigi.
Accompagnata dalla madre, a causa della reputazione di lesbica che era attribuita alla Raucourt, la George seguì, strettamente sorvegliata dalla madre, le lezioni della Raucourt nell'antica piccola capanna di Teresa Tallien. A quel tempo la Raucourt era la regina della tragedia e non aveva rivali nel teatro francese, ove si faceva apprezzare per la nobiltà del suo sguardo e la purezza della sua dizione, mancando tuttavia di sentimento e tenerezza.
La sua allieva, dotata di squisita sensibilità e di una splendida voce calda e ben modulata, distesa e sonora, al contempo flessibile e potente, aggiunse le proprie qualità a quelle della maestra. Ella debuttò il 29 novembre 1802 nella parte di Clitennestra.
Il suo ingresso in scena fu l'inizio di un trionfo generale tanto della sua bellezza che della sua voce, morbida e ricca, dalla dizione pura ed elegante. Sostenne tre volte il ruolo di Clitennestra di Racine, quindi passò a quello di Aménaïde per poi affrontare quello d'Idamé, in un crescendo continuo di successi.

## La protezione di Napoleone Bonaparte
Fu in quel periodo che divenne l'amante di Napoleone Bonaparte, allora ancora Primo Console, dopo esserlo stata del fratello Luciano, il che spinse la sua rivale Mademoiselle Duchesnois, protetta da Giuseppina di Beauharnais, a suscitare uno scandalo che divise in due fazioni gli appassionati del teatro.
Nel 1806, Mademoiselle George diede vita al ruolo della regina in Les Templiers, di Raynouard, che ebbe un grande successo, cui seguì quello di «Mandane» nella tragedia Artaserse di Delrieu, il 30 aprile 1808.

## La protezione dello zar Alessandro I
Intanto Marguerite-Joséphine era stata «arruolata» dal ministro degli affari esteri Talleyrand. Il giorno della quinta replica di Artaserse, l'11 maggio, ella sparì, inviata in Russia dal Talleyrand con il compito di sedurre lo zar Alessandro I. Arrivò a San Pietroburgo passando per Vienna, ove fu ricevuta dalla principessa Bagration e si fermò a Vilnius, ove si fece applaudire dalle principesse polacche. In Russia ebbe quindi successi, onori e ricchezze.
Marguerite-Joséphine esordì già al centro di un grande entusiasmo a Peterhof. Dopo otto rappresentazioni davanti allo zar Alessandro I, ai di lui fratelli Costantino e Michele, all'imperatrice-madre Marija Fëdorovna e alla zarina Luisa Maria, ella fece il suo debutto al Gran Teatro Imperiale con immenso successo. Divenne subito l'idolo dei russi, ebbe compensi elevatissimi e ricevette ricchi regali, conducendo una vita da gran dama..
Il 28 settembre 1808 Marguerite-Joséphine recitò nel Cinna ad Erfurt di fronte allo zar ed al re di Sassonia Federico Augusto I. Il 29 recitò nel Britannicus di Racine di fronte al medesimo pubblico cui si erano aggiunti il principe Guglielmo di Prussia, il duca Guglielmo di Baviera e il principe Leopoldo di Sassonia-Coburgo. Il 3 ottobre recitò nel Filottete, il 4 in Ifigenia in Aulide e il 6 in la Morte di Cesare, di fronte a un uditorio composto di due imperatori, tre re, una regina, venti principi e sei granduchi.
Durante la Campagna di Russia di Napoleone, la George chiese allo zar di poter rientrare in Francia ma ricevette più volte un rifiuto finché il permesso le fu infine accordato. Al rientro transitò per Stoccolma, ove fu ricevuta con grandi onori dal Carlo XIV di Svezia, già maresciallo di Francia, e dove rimase tre mesi, fino al giugno 1813, per poi recarsi in Vestfalia, ricevuta dal re Girolamo Bonaparte, e quindi a Dresda, ove diede ben 50 rappresentazioni fra il 22 giugno e il 10 agosto.

## Ritorno in patria
Reintegrata nella Comédie-Française grazie a Napoleone Bonaparte, Mademoiselle George riapparve nel ruolo di Clitennestra ottenendo nuovamente grande successo. Ella prese il posto di Mademoiselle Raucourt, che si era ritirata suo malgrado in campagna.
In quel periodo avvenne la caduta ed il primo esilio di Napoleone, eventi che costituirono un cocente dolore per Mademoiselle George.
Dopo la sconfitta di Waterloo (1815), Marguerite-Joséphine chiese di seguire l'imperatore a Sant'Elena ma non le fu concesso.
Espulsa dalla Comédie-Française l'8 maggio a causa del suo filo-bonapartismo, Mademoiselle George si dedicò per cinque anni dal 1816 al 1821, a recitare in varie città francesi ottenendo sempre successi strepitosi.
Nel 1821 Luigi XVIII le permise d'interpretare il Britannicus insieme alla Comédie-Française: il successo di pubblico fu enorme e la George riprese così al Teatro dell'Odeon tutti i ruoli che l'avevano resa celebre.
Nel 1828 formò con il suo compatriota Harel una troupe itinerante con la quale compì un'altra tournée in provincia.

## Il romanticismo
Senza abbandonare i capolavori classici, Marguerite-Joséphine si dedicò anima e corpo all'interpretazione del dramma romantico e divenne la porta-bandiera della nuova scuola, dando vita ai ruoli principali in une Fête de Néron, di Soumet, in la Maréchale d'Ancre, d'Alfred de Vigny, Jeanne la folle, di Fontan.
Il 3 dicembre 1831 Harel passa, accompagnato da una troupe superba e dalla stessa Mademoiselle George, alla direzione del Teatro della Porte Saint-Martin. Qui ella diede vita ai ruoli principali in la Tour de Nesle, Périnet Leclerc, Lucrezia Borgia, la Chambre ardente, Maria Tudor, la Famiglia Moronval, les Malcontents, le Manoir de Montlouvier, la Guerre des servantes, Jeanne de Naples, Isabeau de Bavière, la Marquise de Brinvilliers, les Sept Enfants de Lara, la Vénitienne, l'Impératrice et la juive, la Nonne sanglante.
I moti che segnarono l'inizio del regno di Luigi Filippo ebbero un impatto funesto sulla sorte della direzione Harel: il divieto di rappresentare Vautrin (di Honoré de Balzac) e Pacte de famine fu esiziale per la carriera di Harel che nel marzo 1840 dovette lasciare l'Odeon e riprendere l'attività d'impresario teatrale itinerante. Lo seguì la George ed il loro teatro percorse prima la provincia francese, quindi l'Italia, l'Austria e persino la Crimea.
Marguerite-Joséphine tornò anche a San Pietroburgo, ove fu applaudita come nel suo primo viaggio in Russia.

## La fine
Ritiratasi dalle scene nel maggio del 1849, visse in ristrettezze ed ottenne il posto di Ispettrice del Conservatorio, prima appartenuto a Mademoiselle Mars. Comparve ancora sul palcoscenico della Comédie-Française in una rappresentazione del Rodogune, che lasciò stupefatti gli spettatori per la forte potenza drammatica ancora dimostrata. Calcò le scene per l'ultima volta all'Odeon il 3 luglio 1855.
Alla morte la sua salma fu inumata al cimitero di Père-Lachaise.

## Parentela
Mademoiselle George non ebbe figli. Aveva una sorella che si faceva chiamare «George Cadette» e che recitò in molti teatri, prevalentemente quello della Porte-Saint-Martin ed il Théâtre-Historique, ricoprendo ruoli diversi con buon talento, senza però raggiungere le vette della sorella più famosa.

## Fonti
- (FR)  Mémoires de la Société des sciences, arts et Belles-Lettres de Bayeux, 6° v., Bayeux, Duvant, 1901, p. 1-40